# Polska Scena Punk Vol.3
Polska Scena Punk Vol.3 – album muzyczny zawierający utwory różnych wykonawców muzycznych wydany w 2000 r. Ukazał się nakładem wytwórni muzycznej GRS Tapes, a nośnikiem danych dla ścieżki dźwiękowej była jedna kaseta magnetofonowa. Była to trzecia publikacja w ramach serii albumów wydawanych pod szyldem Polska Scena Punk.

## Historia

### Wydanie pierwsze
Pomysł, idea, ale przede wszystkim również możliwość wydania albumów serii Polska Scena Punk wynikły z faktu, że Piotr Giglewicz, lider zespołu Uliczny Opryszek, wcześniej także wspólnie ze swoim bratem, Mariuszem Giglewiczem (w różnych okresach czasu m.in. Nauka o Gównie, Uliczny Opryszek), zgromadził bardzo dużą kolekcję historycznych nagrań, często nigdzie niedostępnych. W kolekcji tej są dema, bootlegi i dawne albumy, często już w czasie ich publikacji trudno dostępne. Dzięki temu w prowadzonej przez Mariusza Gilewicza wytwórni muzycznej „GRS Tapes” rozpoczęto wydanie albumów z tej serii wydawniczej. Pierwszy album pod tytułem „Polska Scena Punk” ukazał się w 1997 r. Na jego okładce wydawca zapowiedział, że jest to pierwsza kompilacja z planowanych wydawnictw cyklicznych. Druga składanka z serii, już z określeniem w tytule numeru w ramach serii wydawniczej, pod tytułem „Polska Scena Punk Vol.2” ukazała się również w 1997 r., a niniejsza, trzecia pod tytułem „Polska Scena Punk Vol.3” w 2000 r. Kolejny album, pod tytułem „Polska Scena Punk Vol.4” ukazał się natomiast w 2002 r.

### Reedycja
W późniejszym czasie wydano także reedycję tego albumu, która została zapisana już na płycie kompaktowej. Znalazło się na niej jednak tylko 18 utworów. Pominięto bowiem dwa utwory grupy R.P. Oi!.
Prawdopodobną przyczyną takiej decyzji było to, że po powrocie do Polski (Białystok) lidera tej grupy Adama Czeczetkowicza, ze Stanów Zjednoczonych (Nowy Jork), gdzie zespół został założony w 1998 r. i swoją twórczość ukierunkował na nurt punk rocka, zespół choć kontynuował swoją działalność, to jednak porzucił swoje korzenie i związał się ze sceną patriotyczną, tożsamościową, nacjonalistyczną, Rock Against Communism oraz oi! w społeczności skinhead. Pojawiły się wobec zespołu i jego lidera ze strony środowisk lewicowych czy antyrasistowskich liczne zarzuty między innymi o neofaszyzm, a w kolejnych wydawnictwach kapeli pojawiły się oprócz własnych utworów także covery takich kontrowersyjnych formacji jak między innymi Legion, Konkwista 88, Sztorm 68, Honor, NaRa, Deportacja 68.

### Polska Scena Punk Vol.3 – Trzeba żyć
Mariusz Gilewicz na bazie swoich doświadczeń z wytwórnią „GRS Tapes”, w ramach której wydawał albumy muzyczne zamieszczane na kasetach magnetofonowych, założył z kolei wytwórnię NOG Records, w której wydawnictwa ukazywały się już na płytach kompaktowych. Kontynuowano tu wydawania albumów pod hasłem „Polska Scena Punk”, w tym ukazał się album pod tytułem „Polska Scena Punk Vol.3” z 2020 r. Miał on jednak dodany podtytuł „Trzeba żyć” i całkowicie nowy zestaw utworów innych w przeważającej części niż w niniejszym albumie wykonawców.

## Album
Album muzyczny „Polska Scena Punk Vol.3” został wydany w 2000 r., w Polsce, przez wytwórnię muzyczną GRS Tapes. Jako nośnik danych dla ścieżki dźwiękowej zastosowano jedną kasetę magnetofonową. W ramach wytwórni album otrzymał identyfikator: 023. Ścieżka dźwiękowa na grana jest w standardzie Dolby System, stereo. Jest albumem kompilacyjnymą. Zawiera 20 utworów muzycznych, przy czym na każdej z dwóch stron taśmy magnetycznej zostało nagranych po 10 piosenek. Na okładce albumu zamieszczono logo „Gazety Punkowej” oraz logo kampanii społecznej zapoczątkowanej przez Marcina Kornaka i Stowarzyszenie „Nigdy Więcej” prowadzonej pod hasłem „Muzyka Przeciwko Rasizmowi”.
Opisane w rozdziale „Reedycja” kontrowersje dotyczące jednego z zespołów, którego dwa utwory znajdują się w albumie – R.P. Oi! – mogą być przyczyną, dla której Stowarzyszenie „Nigdy Więcej” na długiej liście wykonawców muzycznych i wydawnictw zamieszczających logo akcji „Muzyka Przeciwko Rasizmowi” prezentowanej na stronie stowarzyszenia, pomija ten album, mimo że nie pomija np. innego albumu z tej samej serii – „Polska Scena Punk Vol.2”.

## Muzyka i wykonawcy
Muzyka zaprezentowana w ramach albumu należy do kilku nurtów muzycznych przynależnych do gatunku muzycznego jakim jest rock, przy czym wykonawcy, których utwory zamieszczono w albumie postrzegani są jako przynależni do muzycznej sceny alternatywnej, niezależnej. Pośród wspominanych nurtów muzycznych, do których zaliczane są prezentowane utwory, dominuje punk rock. W albumie zamieszczono utwory piętnastu różnych wykonawców. Są to następujące zespoły: Azotox, Babayaga Ojo, Cela nr 3, Dywersja, Exterminans, Krio de Morto, MSW, Nauka o Gównie, Piwniczne Odpady, Prawda, Przeciw, Psy Wojny, R.P. Oi!, Robotnik, Żółte Słoniki. Po dwa utwory ma zamieszczonych pięć następujących zespołów muzycznych: Azotox, Babayaga Ojo, Prawda, Przeciw, R.P. Oi!, a pozostałe dziesięć kapel ma zamieszczonych po jednym utworze.

## Utwory
| Lp | Wykonawca        | Tytuł                                | kaseta strona, numer | CD reedycja |
| -- | ---------------- | ------------------------------------ | -------------------- | ----------- |
| 1  | Babayaga Ojo     | Londyn                               | A1                   | 1           |
| 2  | Prawda           | Piotruś Pan                          | A2                   | 2           |
| 3  | R.P. Oi!         | Sposób na uleczenie                  | A3                   | Nie         |
| 4  | Azotox           | Smutna opowieść pijaka               | A4                   | 3           |
| 5  | Cela nr 3        | Piękny Kraj                          | 4                    | A5          |
| 6  | Dywersja         | Śmierć                               | A6                   | 5           |
| 7  | Nauka o Gównie   | Pierwszy dzień wolności              | A7                   | 6           |
| 8  | Psy Wojny        | Matka                                | A8                   | 7           |
| 9  | Robotnik         | Dla kolesia Hozika                   | A9                   | 8           |
| 10 | Piwniczne Odpady | Ziemia                               | A10                  | 9           |
| 11 | Przeciw          | Maszyna                              | B1                   | 10          |
| 12 | Przeciw          | Wczorajszy                           | B2                   | 11          |
| 13 | R.P. Oi!         | Szczeniackie życie                   | B3                   | Nie         |
| 14 | Prawda           | Piosenka poprawna politycznie        | B4                   | 12          |
| 15 | Azotox           | Dla wszystkich polityków tego świata | B5                   | 13          |
| 16 | Babayaga Ojo     | Załoganci                            | B6                   | 14          |
| 17 | Exterminans      | V Nie zabijaj                        | B7                   | 15          |
| 18 | Krio de Morto    | Żołnierz                             | B8                   | 16          |
| 19 | Żółte Słoniki    | Karuzela                             | B9                   | 17          |
| 20 | MSW              | A gówno Cię to obchodzi              | B10                  | 18          |

## Odbiór i oceny
Album w serwisie internetowym Discogs otrzymał ocenę, według stanu na styczeń 2025 r. – (Avg Rating):  (2/5 przy 1 oceniającym), przy czym pośród osób przynależących do tej społeczności internetowej w tym czasie 11 osób deklarowało posiadania albumu, a 10 osób, iż chciałoby go posiadać.